# Djamel Zidane
Djamel Zidane (Algeri, 28 aprile 1955) è un ex calciatore algerino, di ruolo attaccante.

## Carriera

### Club
Attivo tra il 1967 e il 1990. A livello di club dopo aver giocato in patria si trasferì in Belgio prima al Lokeren e poi al Genk.

### Nazionale
Ha giocato 15 partite, segnando 4 gol, con l'Algeria, prendendo parte alle fasi finali del Campionato mondiale di calcio 1982 e del Campionato mondiale di calcio 1986, nel quale realizzò, nella sfida contro l'Irlanda del Nord, l'unica rete dei nordafricani nel torneo.
Non è parente di Zinédine Zidane.